# Sterphus rudis
Sterphus rudis är en tvåvingeart som först beskrevs av Hull 1944. Sterphus rudis ingår i släktet Sterphus och familjen blomflugor.
Artens utbredningsområde är Panama. Inga underarter finns listade i Catalogue of Life.